# Pinguicula acuminata
Pinguicula acuminata är en tätörtsväxtart som beskrevs av George Bentham. Pinguicula acuminata ingår i släktet tätörter, och familjen tätörtsväxter. Inga underarter finns listade i Catalogue of Life.

## Bildgalleri

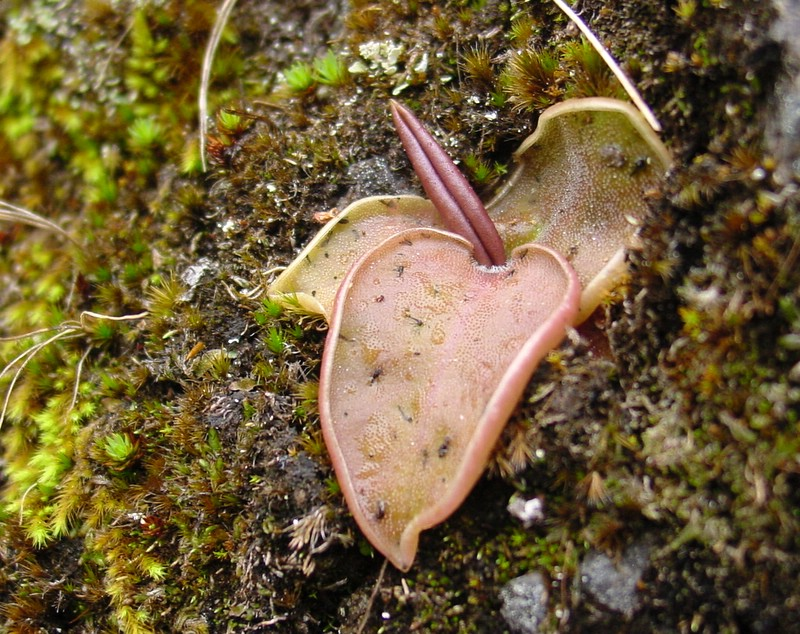